# معانی الاخبار
معانی الاخبار، نام کتابی از آثار شیخ صدوق است که به سال ۳۳۱ ه‍.ق نگارش شده‌ و موضوع آن، شرح حدیث است.

## شرح اثر
کتاب معانی الاخبار اثر شیخ صدوق در موضوع علم الحدیث است. در این کتاب با توجه به نقل روایات؛ معنای حدود ۵۰۰ اصطلاح قرآنی، حدیثی، عقیدتی، فقهی و دیگر معارف اسلامی گنجانده شده‌است. این کتاب همواره کانون توجه دانشمندان و علماء فقه و حدیث شیعه قرار گرفته و جزء مهمترین آثار شیخ صدوق محسوب می‌شود. شیخ صدوق این کتاب را که مشتمل بر ۸۰۹ روایت است، به صورت ۴۱۹ باب مستقل از هم ذکر کرده‌است. آقا بزرگ طهرانی دربارهٔ این کتاب می‌نویسد: «صدوق در این کتاب روایاتی که در تفسیر معانی حروف و الفاظ آمده را جمع‌آوری کرده‌است. او این کتاب را در سال ۳۳۱ هجری نگاشته‌است. مولی عبد النبی طسوجی نیز شرحی بر این کتاب نوشته‌است». این کتاب به منزله قاموسی برای الفاظ و حروف روایات نگارش یافته و در فهم بهتر روایات مورد استفاده قرار می‌گیرد. وی برای نگارش این کتاب، از سؤال کردن از استادانش در معانی روایات، بیان زمان و مکان استماع حدیث، استناد به اقوال لغویون، استدلالات کامی و … استفاده کرده‌است.
ترجمه
این کتاب توسط عبدالعلی نمازی شاهرودی به فارسی ترجمه شده‌است.حمیدرضا شیخی نیز این کتاب را به فارسی ترجمه نموده‌است.